# Eublemmistis bivirgula
Eublemmistis bivirgula är en fjärilsart som beskrevs av Emilio Berio 1963. Eublemmistis bivirgula ingår i släktet Eublemmistis och familjen nattflyn. Inga underarter finns listade i Catalogue of Life.